# Chalarus decorus
Chalarus decorus är en tvåvingeart som beskrevs av Jervis 1992. Chalarus decorus ingår i släktet Chalarus och familjen ögonflugor.
Artens utbredningsområde är Nederländerna. Arten är reproducerande i Sverige. Inga underarter finns listade i Catalogue of Life.